# 道の駅豊根グリーンポート宮嶋
道の駅豊根グリーンポート宮嶋（みちのえき とよねグリーンポートみやじま）は、愛知県北設楽郡豊根村坂宇場にある国道151号の道の駅である。

## 概要
1990年（平成2年）に村営の観光施設として開業し、1993年（平成5年）に愛知県内では初めて道の駅としての認可を受けた。
施設の老朽化や駐車場不足などの問題に対応するために2014年（平成26年）6月から改修工事が行われ、2015年（平成27年）4月17日に新装開業することになった。

## 施設
- 駐車場
  - 普通車：37台[1]
  - 大型車：2台[2]
  - 身障者用：2台[1]
- トイレ（いずれも24時間利用可能）
  - 男：大 2器、小 3器
  - 女：3器
  - 身障者用：1器
- 公衆電話
- 観光・道路情報案内コーナー[2]
- レストラン[2]
- 特産物販売所[2]

### 管理団体
- 豊根村

## 休館日
- 毎週木曜日（祝日の場合は翌日）

## アクセス
- 国道151号 - 登録路線

## 周辺
- 民俗館
- 兎鹿嶋温泉
- 熊谷家
- 茶臼山高原
- 茶臼山高原スキー場
- おでかけ北設坂宇場線 宮嶋バス停